# Ulldådra
Ulldådra (Alyssum dasycarpum) är en korsblommig växtart som beskrevs av Christian Friedrich Stephan. Enligt Catalogue of Life ingår Ulldådra i släktet stenörter och familjen korsblommiga växter, men enligt Dyntaxa är tillhörigheten istället släktet stenörter och familjen korsblommiga växter. Arten förekommer tillfälligt i Sverige, men reproducerar sig inte. Inga underarter finns listade i Catalogue of Life.